# Vidnoïe
Vidnoïe (en russe : Видное) est une ville de l'oblast de Moscou, en Russie, et le centre administratif du raïon Leninski. Sa population s'élevait à 57 358 habitants en 2014.

## Géographie
Vidnoïe est située à 23 km au sud-est du centre de Moscou.

## Histoire
Vidnoïe fut d'abord une communauté de chalets d'été nommée Rastorgouïevo en 1902. La prison Soukhanovka y fut créée par le NKVD en 1938, sur les terres de l'ancien monastère Ekaterinskaïa Poustyne. En 1949, la commune urbaine de Vidnoïe fut créée pour les travailleurs de la nouvelle usine de coke et de gaz de Moscou, mise en service en 1937 et dont l'activité avait été interrompue pendant la Seconde Guerre mondiale. Vidnoïe a le statut de ville depuis 1965.
L'ancienne demeure de Lénine, où il passa les dernières années de sa vie, se trouve à 7 km, dans le village de Gorki-Léninskie dépendant de la municipalité de Vidnoïe.

## Population
Recensements (*) ou estimations de la population :
| 1959*  | 1970*  | 1979*  | 1989*  | 2002*  |
| ------ | ------ | ------ | ------ | ------ |
| 14 191 | 35 446 | 44 208 | 55 829 | 52 198 |

| 2010*  | 2012   | 2013   | 2014   | - |
| ------ | ------ | ------ | ------ | - |
| 56 752 | 57 414 | 60 114 | 57 358 | - |

## Sport
C'est dans cette ville qu'évolue le club de basket-ball féminin du Spartak région de Moscou. C'est également la ville de naissance du gardien de but du CSKA Moscou Igor Akinfeïev.
La ville est aussi reconnue pour son équipe de Moto-ball, le SC Metallurg Vidnoïe , qui est une des plus grandes équipes du Championnat Russe.

## Galerie

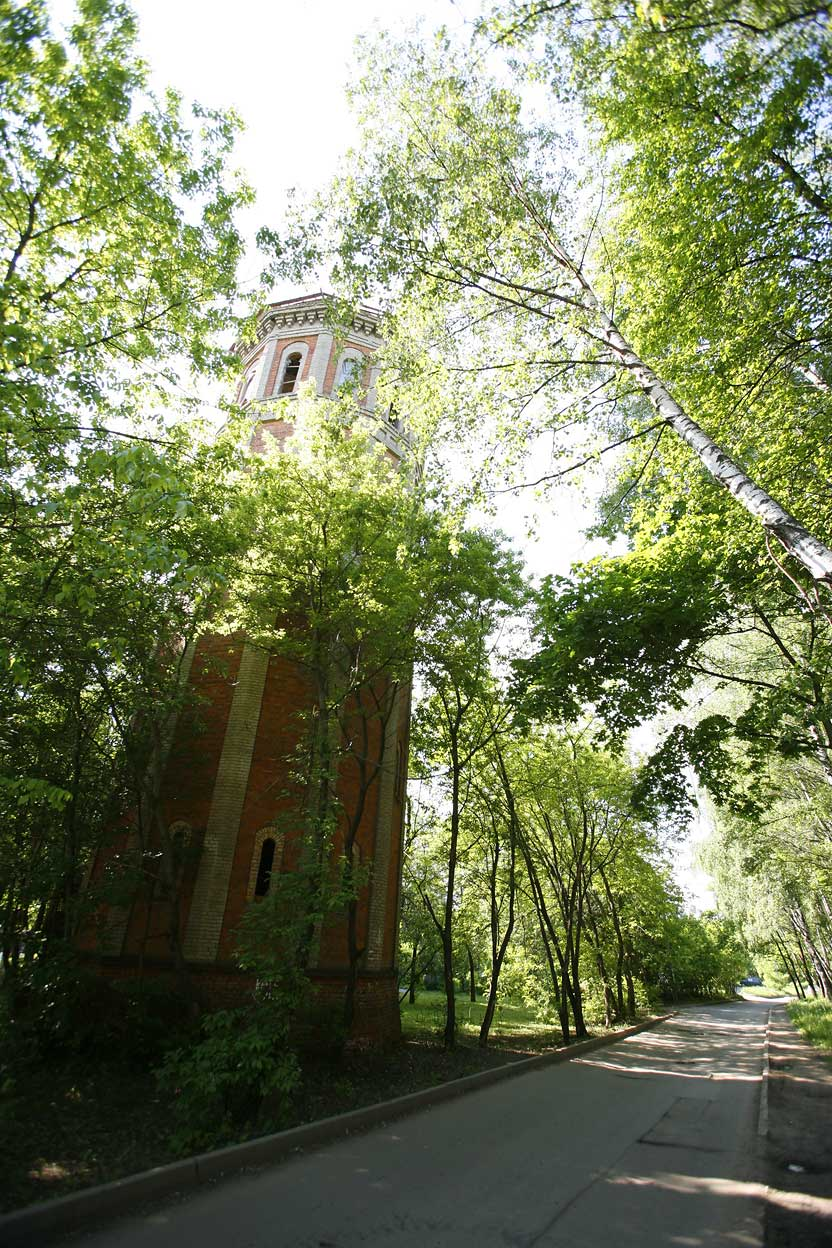
rue Zavodskaïa.
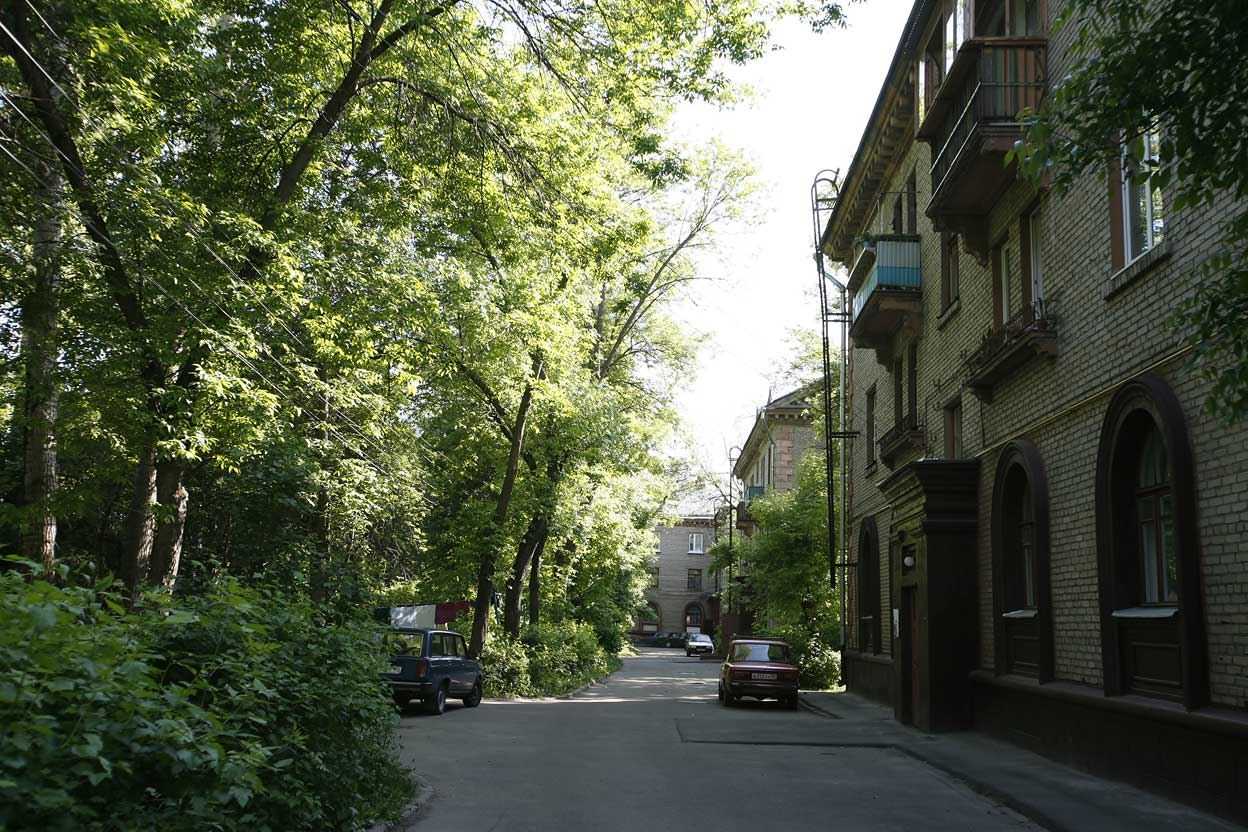
une cour arrière
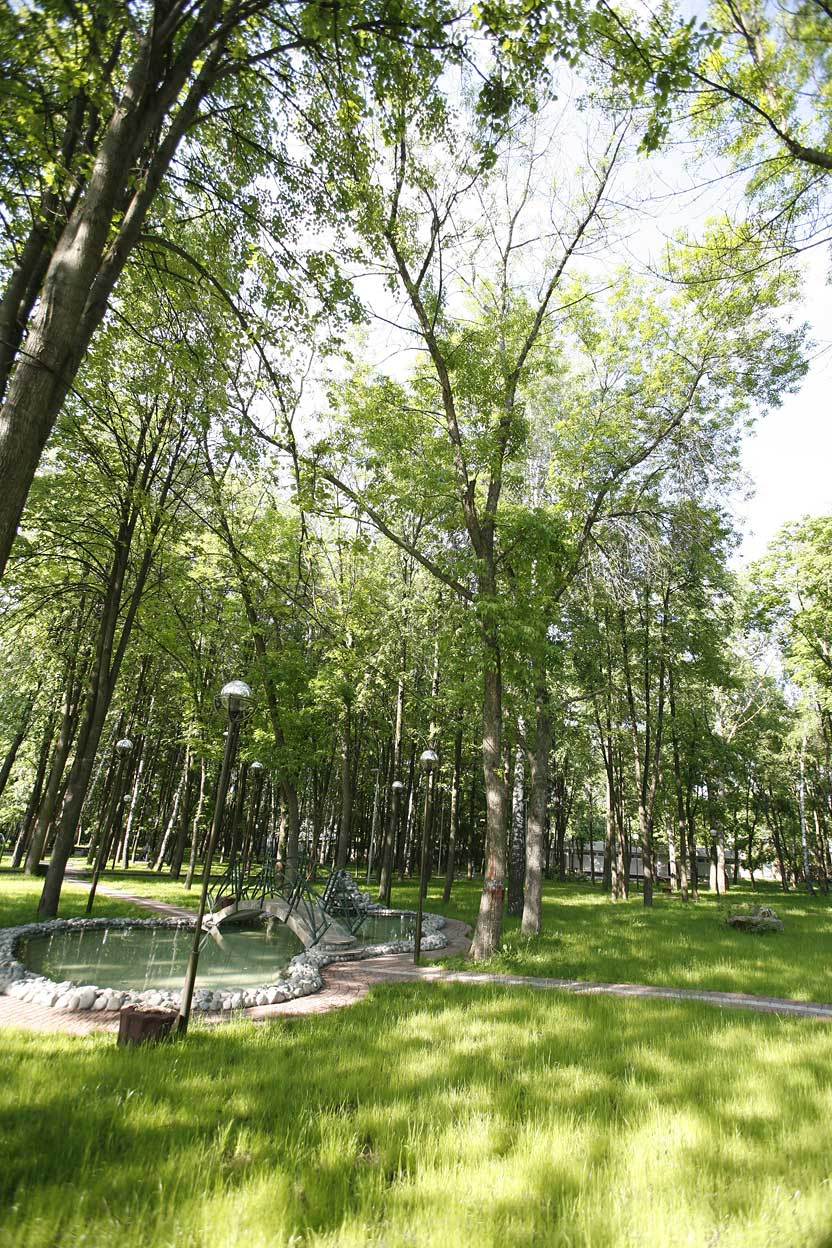
Parc de la Nouvelle Cité
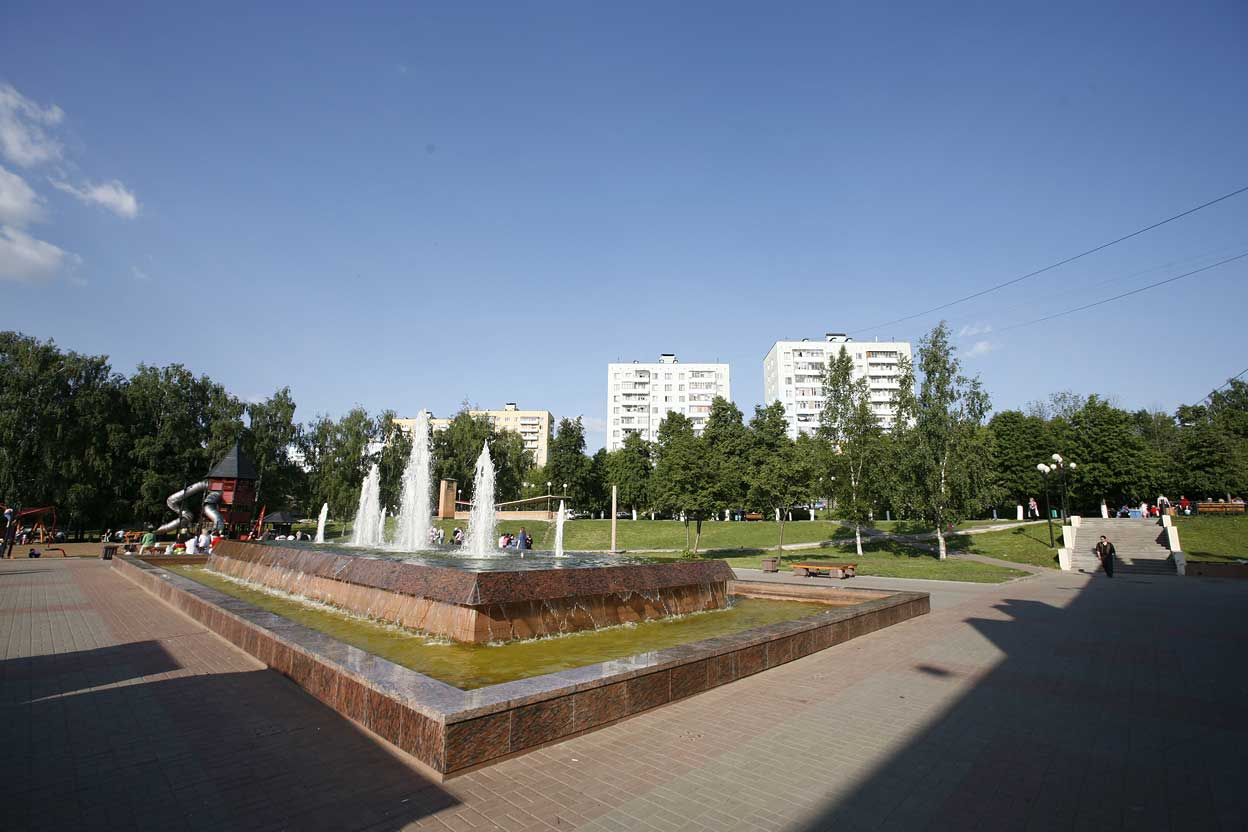
Fontaine sur la rue Sovetskaïa.
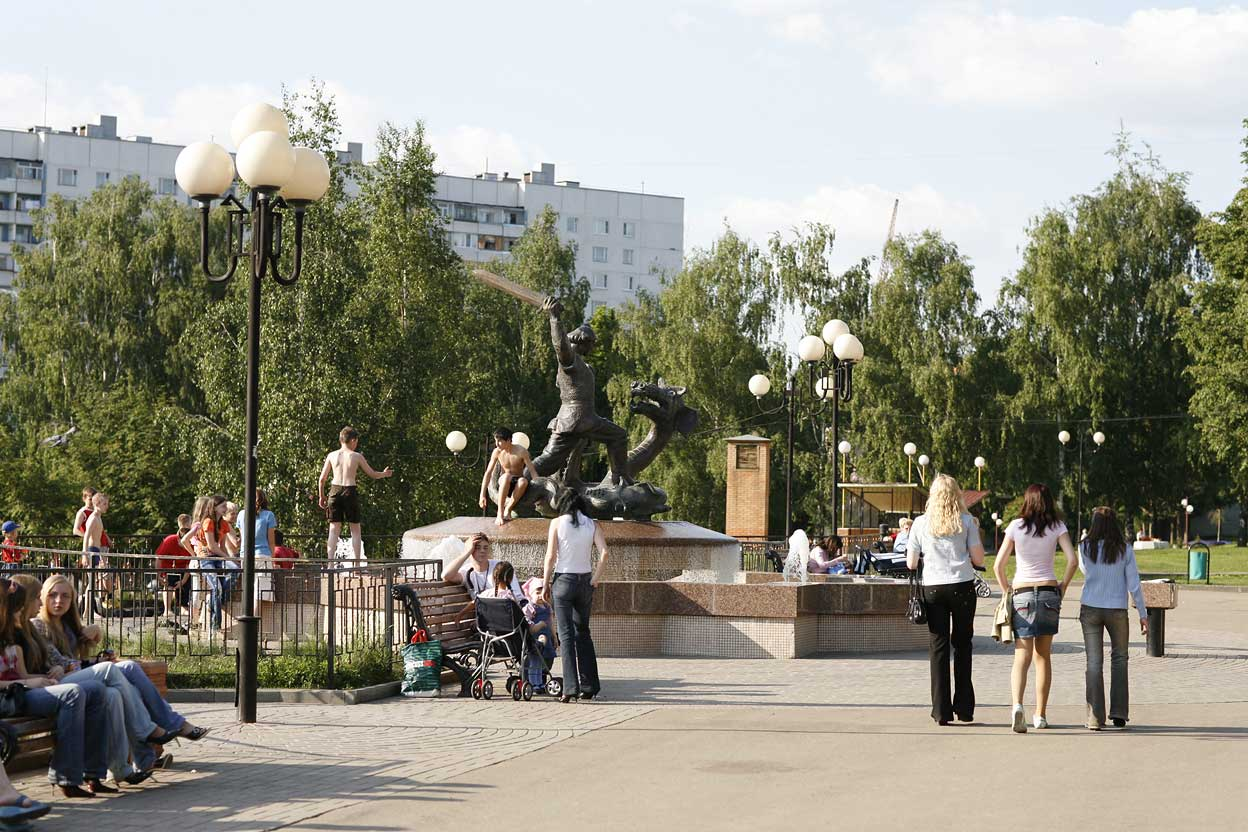
Fontaine sur la rue Sovetskaïa.
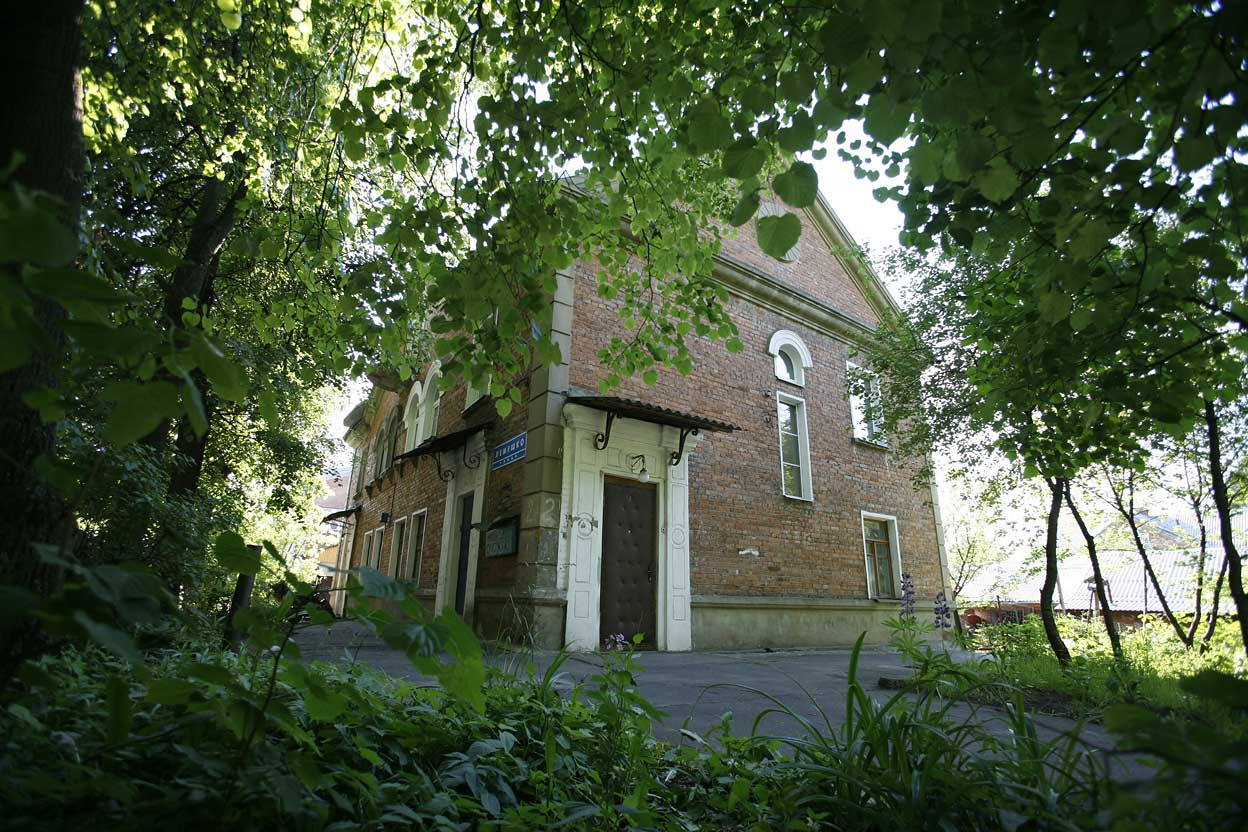
Vieille maison sur la rue Lemechko.
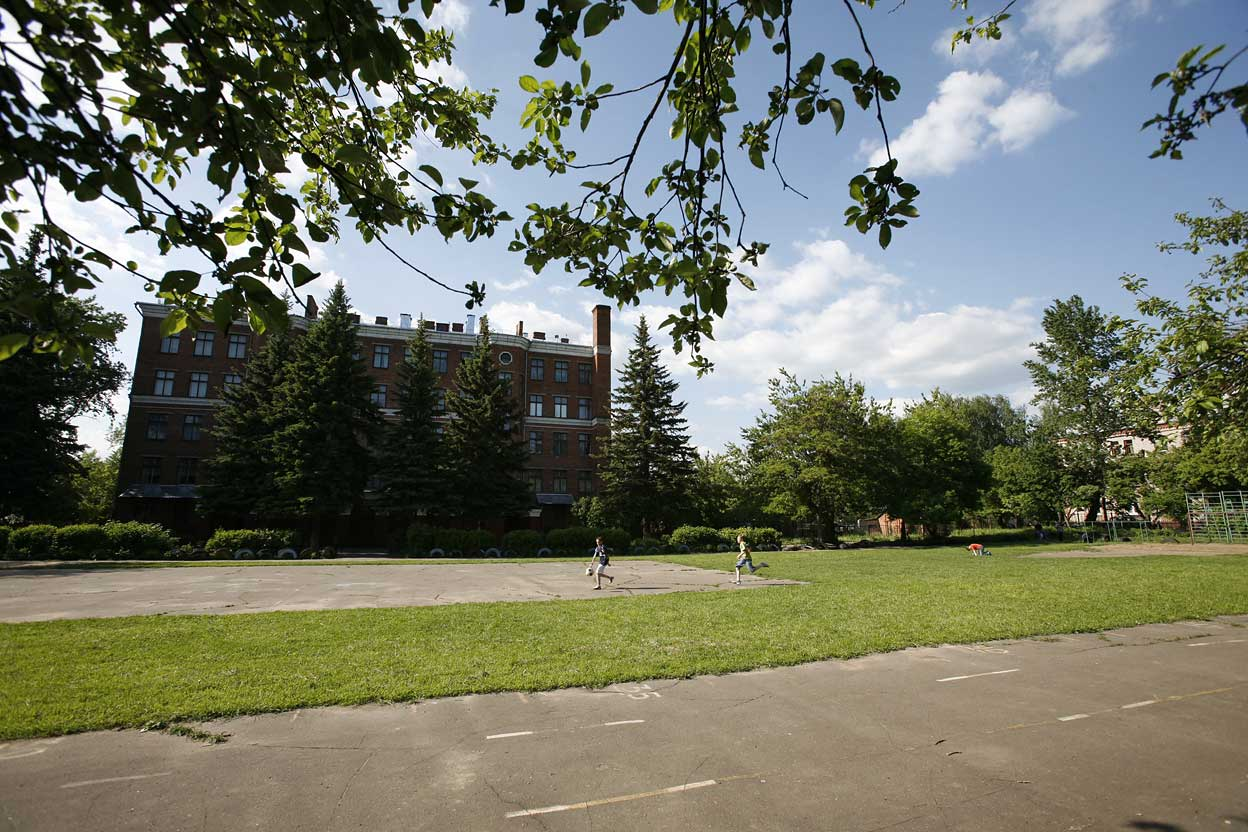
École N° 1
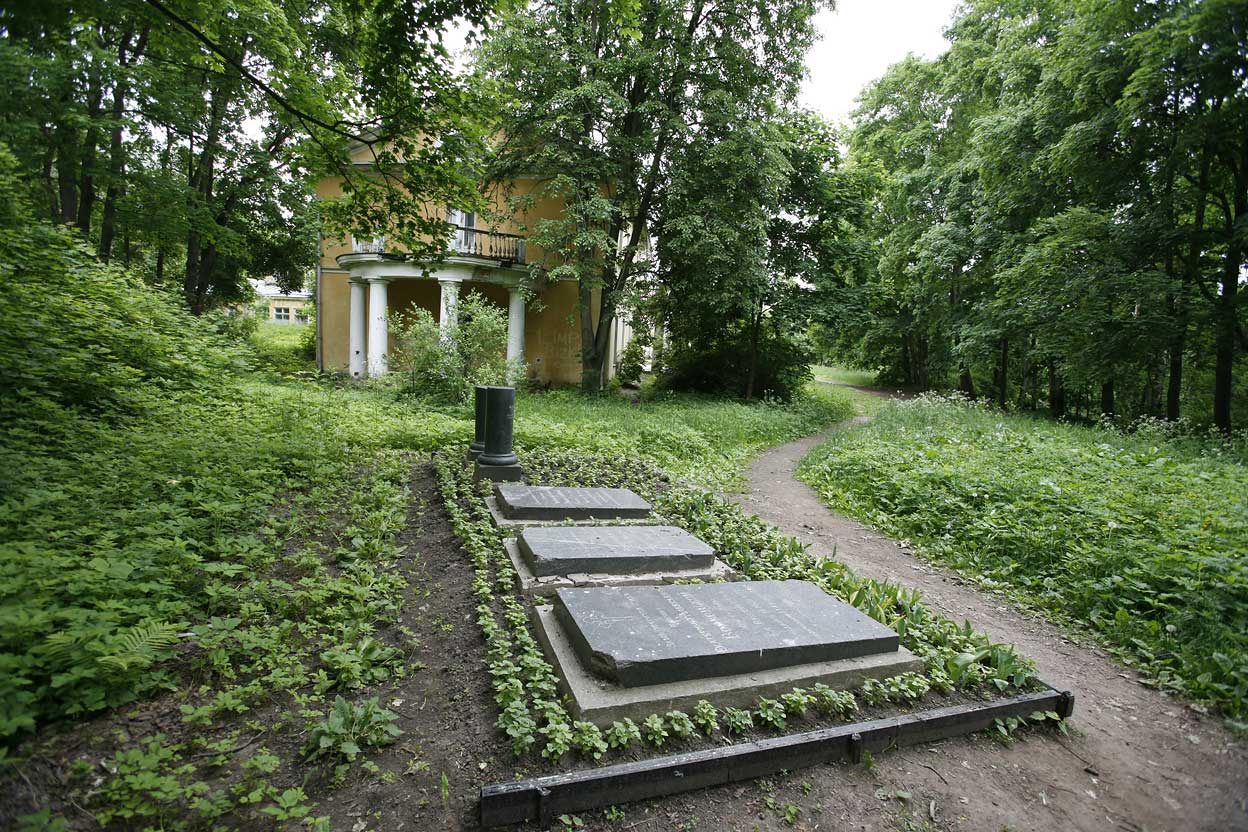
Soukhanovo